# Aura (Finnland)
Aura [ˈɑu̯rɑ] ist eine Gemeinde in Südwestfinnland. Aura liegt im Inneren des Dreiecks aufgespannt von den finnischen Großstädten Helsinki, Tampere und Turku, wobei sich die letztgenannte lediglich 30 km südwestlich befindet. Nach Tampere sind es rund 125 Kilometer, nach Helsinki 160 km. Der Name der Gemeinde leitet sich von dem durch ihr Gebiet fließenden Fluss Aurajoki ab, wobei das Wort aura im Finnischen Pflug bedeutet.

## Geschichte
Die Gemeinde Aura wurde kurz nach der finnischen Unabhängigkeit im Jahr 1917 offiziell gegründet. Das Gebiet wurde aus den Gemeinden Pöytyä und Lieto herausgelöst und zusammengeführt. Prunkkala, einer der beiden Gründungsteile, wurde 1639 als Teil-Kirchengemeinde gegründet und zeitgleich mit der Entstehung von Aura als Kirchengemeinde unabhängig.
Lange Zeit war die Landwirtschaft der einzige Lebensunterhalt und der Landgemeinde, bis in den 1720er Jahren am Wasserfall Kuukoski des Flusses Aurajoki ein Sägewerk errichtet wurde. Im Jahr 1764 wurde im Gemeindeteil Järvenoja die zweitälteste finnische Papierfabrik etabliert, die jedoch 1820 ihren Betrieb aufgab. Ende des 19. Jahrhunderts stellte auch das Sägewerk seinen Betrieb ein. In den 1930er Jahren stellte die in Aura ansässige Lederfabrik ein landesweit Unternehmen dar. In den zwei Jahrzehnten von 1975 bis 1995 war die Einwohnerzahl der Gemeinde um 44 % gewachsen.

## Sehenswürdigkeiten

### Natur
Das Gebiet der Gemeinde Aura wird von dem durch sie fließenden Fluss Aurajoki geprägt. An seinen Ufern wurden steinzeitliche Ausgrabungen gemacht und er dient heute noch als größte Touristenattraktion. Insbesondere werden Kanufahrten als Freizeitbeschäftigung angeboten. Es gibt auch zahlreiche Wanderwege durch die Kulturlandschaft des Aurajoki.

### Museen
In der Gemeinde Aura gibt es drei Museen. Das Veräjänkorvan Museo wurde 1971 gegründet und stellt als Privatmuseum rund 3000 Einrichtungsgegenstände verschiedener Jahrzehnte aus. Im Sommercafé Prunkkalan Poikettava, einem im Jahr 1816 errichteten Holzhaus, werden seit 1992 Gemälde, Handarbeiten und andere Kunstgegenstände ausgestellt. Das Koskipirtti ja Museotalo stellt in einer ehemaligen Molkerei historische Gegenstände aus, die über die Lebens- und Arbeitsweise vergangener Jahre berichten.

## Söhne und Töchter
- Mikko Eloranta (* 1972), Eishockeyspieler
- Pekka Päivärinta (* 1949), Leichtathlet